# Hypoglycémie
 Mise en garde médicale
L'hypoglycémie (ne pas confondre avec hyperglycémie, qui désigne le phénomène exactement inverse) est une concentration en glucose dans le sang (glycémie) anormalement basse. Les valeurs de glycémie habituellement retenues pour le diagnostic sont <0,50 g/L [2,75 mmol/l] chez le non-diabétique et <0,60 [3,3 mmol/l] chez le diabétique.
Le niveau sanguin normal de glycémie doit se situer entre 70 et 110 mg/dl (0,7 à 1,10 gramme par litre),,.
L'hypoglycémie vraie est rare dans la population générale (physiologiquement, elle ne survient pas avant une quinzaine de jours de jeûne chez le sujet sain) et touche principalement les diabétiques suivant une insulinothérapie. Une idée reçue fréquente mais souvent fausse est d'associer un malaise (malaise vagal, lipothymie, syncope, etc.) à une hypoglycémie.

## Symptômes
Les symptômes de l'hypoglycémie varient selon la sévérité. Multiples, ils se divisent en symptômes témoignant du mauvais fonctionnement du cerveau lié à la carence en glucose au niveau des neurones, cellules très sensibles au manque de sucre (neuroglucopénie) et ceux de la réaction de l'organisme au stress lié à l'hypoglycémie : la sécrétion de catécholamines (adrénaline et noradrénaline), la réaction neurovégétative.
La neuroglucopénie : elle peut produire une variété d'effets et symptômes survenant pour un seuil glycémique inférieur à 0,50 g·l-1 : sensation de malaise avec asthénie importante, troubles de la concentration intellectuelle, sensation de dérobement des jambes, paresthésie des extrémités, céphalées, impressions vertigineuses, troubles psychiques divers (confusion aiguë, agitation, troubles de l’humeur et du comportement, état pseudo-ébrieux…), troubles neurologiques sévères (crises convulsives généralisées ou localisées), troubles moteurs déficitaires, troubles visuels à type de diplopie ou de vision trouble,.
L’hypoglycémie sévère durable (glycémie inférieure à 0,20 g·l-1 pendant plus de deux heures) peut induire une nécrose cellulaire responsable de séquelles.
Les signes de la réaction neurovégétative sont ceux de la sécrétion d'adrénaline, un moyen qu'utilise l'organisme dans les situations de danger imminent, ce sont aussi les symptômes qu'aurait un individu normal s'il était face à un danger : sueurs, tremblements, palpitations cardiaques, pâleur, etc. Dans le cadre des premiers secours, il n'est pas possible de distinguer l'hypoglycémie de toute autre cause de perte de connaissance : tout coma doit faire évoquer l'hypoglycémie.
Il faut noter que la sensibilité à l'hypoglycémie diminue au fur et à mesure de la survenue des crises. Ainsi les diabétiques trop souvent hypoglycémiés ressentiront de plus en plus tard les symptômes de l'hypoglycémie et s'exposeront à la survenue d'hypoglycémies plus graves : « Lors de la répétition des épisodes d’hypoglycémie, en particulier chez le diabétique traité par insuline, les seuils de sécrétion des hormones de contre-régulation s’abaissent, les symptômes neurovégétatifs s’atténuent, ou sont retardés, de sorte que les symptômes de dysfonction cérébrale sont au premier plan. »
Les symptômes d'hypoglycémie peuvent se manifester durant le sommeil. Des exemples de symptômes peuvent inclure des draps humides ou des vêtements plein de transpiration. Les cauchemars ou les pleurs peuvent être un signe d'hypoglycémie. Lorsqu'un individu est réveillé, il peut se sentir fatigué, irritable, ou confus ; il peut également s'agir de signes d'hypoglycémie. Une hypoglycémie significative peut accroître le risque de maladie cardiovasculaire.

## Causes
Les hypoglycémies ont plusieurs ordres de cause : soit un excès d'insuline, soit une production insuffisante de cortisol, soit un défaut de production de glucose, soit un déséquilibre entre l'apport d'énergie et son utilisation. Elles peuvent être d'origine exogène ou endogène. 

### En lien avec le traitement d'un diabète
Certains médicaments produisent une hypoglycémie, c'est notamment le cas des médicaments antidiabétiques, comme l'insuline et certains antidiabétiques oraux, chez les sujets diabétiques. L'hypoglycémie n'est pas rare chez le diabétique traité par insuline, soit que la dose d'insuline injectée ait été excessive, soit que le repas ait tardé ou été insuffisant, soit qu'un exercice physique n'ait pas été accompagné d'une baisse de la dose d'insuline ou d'une collation apportant des glucides. Certains médicaments sont responsables d'hypoglycémie par activation de la sécrétion d'insuline, c'est le cas en particulier des sulfamides hypoglycémiants utilisés dans le traitement du diabète. 
D'autres médicaments peuvent être mis en cause incluant l'aspirine (essentiellement chez le nourrisson et le petit enfant, à très forte dose), les anti-inflammatoires non stéroïdiens, la pentamidine, et la quinidine.

### Origine endogène
L'excès d'insuline peut être endogène, le plus souvent tumoral, par une tumeur du pancréas, l'insulinome, une tumeur rare, moins d'un cas pour un million d'individus par an, et parfois d'origine auto-immune. Également, une insuffisance corticosurrénale non détectée, entraînant une production de cortisol insuffisante lors d'un effort. Plus rarement, et presque exclusivement chez le nourrisson, par une anomalie généralisée de la sécrétion d'insuline par le pancréas (nésidioblastose). 
Plusieurs maladies orphelines associent une hypoglycémie avec une hypocétose. 

### Complication d'une pathologie préexistante
La production insuffisante de glucose et de corps cétoniques peut être la conséquence d'un blocage de la synthèse de glucose ou d'une maladie des organes producteurs de glucose (foie et reins) ou de la production des hormones qui l'activent (catécholamines, cortisol, hormone de croissance et glucagon), ou d'un défaut des substrats de la production de glucose, comme dans la malnutrition extrême (famine, anorexie, maladies du tube digestif). La chirurgie de l'estomac peut être suivie d'épisodes d'hypoglycémies après les repas, liés à une vidange anarchique de l'estomac qui altère la sécrétion d'insuline. Après un by-pass gastrique, les hypoglycémies se voient dans plus de 10 % des cas sur cinq ans et peuvent être peu symptomatiques, en rapport avec une réponse hormonale diminuée. En Afrique et en Asie, les crises graves de paludisme peuvent s'accompagner d'hypoglycémie, de même que les infections bactériennes sévères. D'exceptionnelles tumeurs sécrétant un facteur de croissance, l'IGF-2 causent des hypoglycémies dont le traitement est particulièrement difficile (syndrome de Doege-Potter). La médecine moderne ne connaît plus l'hypoglycémie fonctionnelle, un diagnostic autrefois souvent porté chez des individus, le plus souvent de sexe féminin, se plaignant de symptômes divers, chez qui on avait porté ce diagnostic devant la constatation de glycémies basses. Mais ni glycémie basse, ni symptômes n'ont en soi de signification, seul compte la simultanéité des deux, jamais constatée dans ce contexte particulier de l'hypoglycémie fonctionnelle.
D'autres causes externes peuvent impliquer l'hypoglycémie, par exemple la prise d'alcool.

## Diagnostic
L'hypoglycémie est un diagnostic biologique car elle se définit par un taux bas de glucose dans le sang (moins de 0,7 g/l). Dans le cadre des premiers secours, il est impossible de distinguer le malaise hypoglycémique d'un autre type de malaise. Dans le cadre médical, la mesure de la glycémie fait partie du bilan de base de tout malaise mais n'a de sens que si elle est obtenue au moment même du malaise, car le niveau de glycémie peut remonter rapidement. En effet, le corps réagit à la baisse de la glycémie par une décharge d'adrénaline, par rétrocontrôle négatif car l'adrénaline est une hormone hyper glycémique qui induit la glycogénolyse (réponse hormonale adrénergique de sécrétion de catécholamine endogène par les glandes surrénales). Cette réponse provoque en outre : accélération cardiaque (d'où les palpitations), élévation de la pression artérielle (vasoconstriction), ou autres mécanismes de défense ; ils impliquent le glucagon, le cortisol et l'hormone de croissance (hormone somatotrope).

## Niveaux de glucose dans le sang
Le niveau de glucose (ou de sucre) dans le sang (glycémie) peut être mesuré avec un glucomètre. La qualification de l'état du patient dépend du résultat, selon ce tableau:
|                | Sur un estomac vide (normalement après 8 heures de jeûne)             | Après avoir mangé (de 10 minutes à 2 heures; variable, moins recommandée)                     |
| -------------- | --------------------------------------------------------------------- | --------------------------------------------------------------------------------------------- |
| Hypoglycémie   | moins de 50 mg / dL (moins de 50 mg / 100 mL ou moins de 2,78 mmol/L) | moins de 50 mg / dL (moins de 50 mg / 100 mL ou moins de 2,78 mmol/L) (circonstance anormale) |
| Niveau bas     | 50 à 70 mg / dL (de 50 à 70 mg / 100 mL ou de 2,78 à 3,89 mmol/L)     | 50 à 70 mg / dL (de 50 à 70 mg / 100 mL ou de 2,78 à 3,89 mmol/L) (circonstance anormale)     |
| Niveau adéquat | 70 à 100 mg / dL (de 70 à 100 mg / 100 mL ou de 3,89 à 5,56 mmol/L)   | 70 à 140 mg / dL (de 70 à 140 mg / 100 mL ou de 3,89 à 7,78 mmol/L) à son point maximum       |
| Niveau haut    | 100 à 125 mg / dL (de 100 à 125 mg / 100 mL ou de 5,56 à 6,94 mmol/L) | 140 à 180 mg / dL (de 140 à 180 mg / 100 mL ou de 7,78 a 10 mmol/L) à son point maximum       |
| Hyperglycémie  | plus de 125 mg / dL (plus de 125 mg / 100 mL ou plus de 6,94 mmol/L)  | plus de 180 mg / dL (plus de 180 mg / 100 mL ou plus de 10 mmol/L) à son point maximum        |

## Traitement
Le traitement indispensable et suffisant de référence de l'hypoglycémie est le resucrage par voie orale chez un sujet conscient ou intraveineux en cas de coma (soluté glucosé à 30 %). Une alternative pratique chez le diabétique traité par insuline est l'injection (sous-cutanée ou intramusculaire) de glucagon. Le glucose sanguin peut augmenter en quelques minutes en ingérant (ou s'injectant) 10 à 20 grammes de glucide. Ce glucide peut provenir de la nourriture ou de boissons sucrées qui peuvent être ingérées si l'individu est conscient. 100–120 ml sont contenus dans des fruits comme les oranges, les pommes, et les raisins.
Dans un second temps, la cause de l'hypoglycémie doit être comprise (bilan des prises médicamenteuses, alcoolémie, diabète, etc.) afin de prévenir sa récidive.

## Prévention
Chez le diabétique traité : apprendre à reconnaître sur soi les signes d'hypoglycémie ; avoir toujours 15 grammes environ de sucre sur soi, sous une forme ou sous une autre : trois biscuits, deux pâtes de fruits, trois morceaux de sucre… ; savoir adapter traitement et alimentation aux situations qui nécessitent des ajustements : repas, activité physique, stress, etc. ; adapter le traitement médicamenteux du diabétique avec le médecin traitant.